# Die Nürnberger Reise

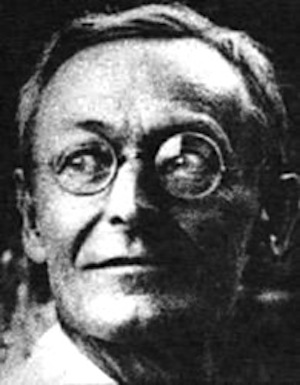
Hermann Hesse (1925)

Die Nürnberger Reise ist ein Reisebericht von Hermann Hesse mit Erinnerungen an seine Reise durch Süddeutschland, die er von Ende September bis Ende November 1925 unternommen hat. Die Erstausgabe erschien 1927 in Berlin im S. Fischer Verlag.

## Inhalt
Hesse berichtet über seine Lesereise vom Tessin aus nach Ulm, Augsburg und Nürnberg mit Unterwegsaufenthalten in Locarno, Tuttlingen, Blaubeuren und München.
Zunächst setzt Hesse auseinander, dass es nicht leicht für einen Dichter ist, Termine wie diese – besonders Autorenlesungen vor großem Publikum – einzuhalten. Wochen, ja manchmal Monate lauere er malend, spazierend oder aber auf dem Sofa liegend auf den Musenkuss. Die Musenankunft könne doch gerade mit einem dieser verflixten Lesetermine koinzidieren. Außerdem artikuliert Hesse im Text mehrfach seinen unüberwindlichen Widerwillen gegen Auspuffgase ausstoßende Maschinen in größeren Städten. Er leidet unter solchen Hervorbringungen der Neuzeit. Doch er wird davon nicht schwermütig, sondern erträgt das Leben mit Humor. Hesse kennt den Beweggrund des Humoristen, sein „Staunen darüber, daß dieses jämmerliche Leben trotzdem so schön und köstlich sein kann“.
Bereits in Locarno bemerkt er eine angenehme Seite des verteufelten Reisens: er bekommt keine Post.
In Tuttlingen genießt er bei Mondschein die heimatlichen Fachwerkgiebel und besinnt sich seines „törichten Lebens und einsamen Alterns“. Der Gang durch die „Heiligtümer“ seiner Jugend lässt Hesse für eine Weile den „würgenden Lebensekel“ überwinden und das Leben „ertragen, lieben“, ja sogar „preisen“. Er zählt seine Lieblinge auf: von Goethe bis Mozart lebten sie allesamt vor 1850. Seine Gereiztheit vor der ersten Lesung beherrscht er mit Mühe. Einerseits will er nicht lesen, will nach Hause und andererseits gesteht er seine Eitelkeit. Hesse möchte kein Verlierer sein.
Dabei läuft es dann in Ulm und auch in Augsburg unerwartet gut. Überall am Wege warten Bekannte auf ihn, die ihn einladen. Das Lebendigste inmitten des vorherrschenden mittelalterlichen Flairs sind ihm die Toten, die Unsterblichen: Hölderlin und Mörike. Hesse bezeichnet diese, „deren Werke die nüchterne Welt schön und möglich machten“, als „Schöpfer aus Not, nicht aus Glück, Baumeister aus Ekel gegen die Wirklichkeit“. Beeindruckt ist er nicht von der Fuggerpracht, sondern eher von scheinbar Nebensächlichem: von einem betenden Mann, von einer Bäuerin in Tracht.
Schließlich kommt Nürnberg, es wird die große Enttäuschung. Die Stadt liegt für den sonnenverwöhnten bahnreisenden Südländer einfach „zu nördlich“. Darüber können auch das Dürerhaus dicht unter der Burg, St. Lorenz und die freundlichen Nürnberger nicht hinwegtäuschen. Dann stören ihn „die Auspuffgase dieser verfluchten Maschinen“. Hesse flüchtet mit dem Schnellzug zu Thomas Mann und Joachim Ringelnatz nach München. Er besucht auch eine Aufführung mit dem unvergessenen Karl Valentin. Dabei legt sich eine wildfremde Frau aus dem Publikum mit den Ellenbogen auf Hesses Schultern.
Hesse forscht zudem unnachgiebig nach der Ursache seines Krankseins. Er habe wahrscheinlich versäumt, „sich der Wirklichkeit anzupassen“.

## Buchausgaben
- Die Nürnberger Reise. Umschlag und Titelblatt gestaltet von Hans Meid. Fischer, Berlin 1927 (25. Tsd. 1942).
- Kurgast. Die Nürnberger Reise. Zwei Erzählungen. Fretz & Wasmuth, Zürich 1946.
- Die Nürnberger Reise. Suhrkamp, Frankfurt am Main 1975 (12. A. 1994), ISBN 3-518-36727-7 (st 227).
- Die Nürnberger Reise. Nachwort von Siegfried Unseld. Mit Farbfotografien von Pieter Jos van Limbergen. Suhrkamp Verlag, Frankfurt am Main 1994. ISBN 3-518-40602-7.
- Die Nürnberger Reise. Nachwort von Siegfried Unseld. Mit Farbfotografien von Pieter Jos van Limbergen. Insel Taschenbuch 4279. Insel Verlag, Berlin 2013. ISBN 978-3-458-35979-1